# Possad

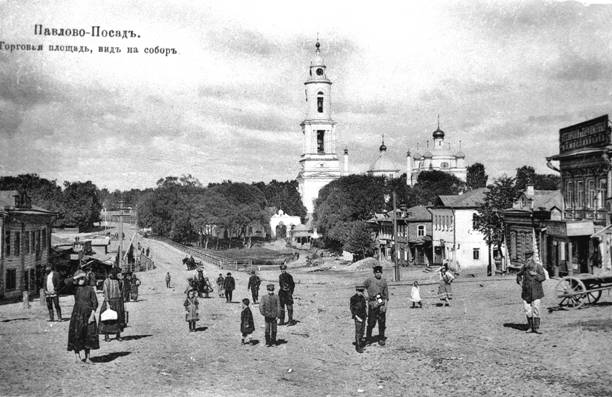
Plaça del mercat de Pàvlovski Possad (prop de Moscou) al voltant del 1900.

Un possad (en rus посaд) era un campament popular entre els segles x i xv. Normalment estava envoltat de murs i tenia un pou. Generalment es construïen prop d'un monestir, d'una ciutat o d'un kremlin, però no a dins, i l'habitaven mercaders i artesans (que en rus es deien possàdskie liudi).
Aquestes construccions durant l'Imperi Rus van esdevenir una mena d'assentament semi-urbà. Finalment, una gran part dels antics possads van esdevenir assentaments urbans. Els que es trobaven prop d'un kremlin s'hi acabaven integrant, i els que estaven prop de monestirs esdevenien ciutats i freqüentment prenien el nom del monestir o d'antics assentaments de la zona, com per exemple les ciutats de Pàvlovski Possad o de Sérguiev Possad